# Léon Delsarte
Léon Delsarte (19 novembre 1893 – 24 gennaio 1963) è stato un ginnasta francese.

## Palmarès

### Olimpiadi
- Argento a Parigi 1924 nel concorso a squadre.
- Bronzo a Anversa 1920 nel concorso a squadre.